# Nationale fietsroute 8 - Aare-Route
De 8: Aare-Route is een 305 km lange langeafstandsfietsroute in Zwitserland welke onderdeel is van Fietsnetwerk Veloland Schweiz. De route loopt van Gletsch over de Grimselpas en volgt dan de Aare naar de monding in de Rijn bij Koblenz. De route is bewegwijzerd in twee richtingen en wordt aangegeven met het cijfer 8. 

## Traject
De route start in Gletsch. Hier kan worden aangesloten op de EuroVelo EV17 Rhôneroute. Ook kan worden aangesloten op de nationale fietsroute 1: Rhone-Route. 
De Aare zelf ontsprint op de flank van de Finsteraarhorn. De route voert over de Grimselpas om in de afdaling de Aare te bereiken. De route volgt de loop van het Haslital en bij Meiringen loopt ze langs de Aareschlucht. Hier sluit ook de landelijke route 9: Seen-Route aan. Deze loopt parallel mee tot Spiez, langs het Meer van Brienz en langs het Meer van Thun. In Thun kruist de route de landelijke route 4: Alpenpanorama-Route.   
De route gaat door de hoofdstad Bern. Even verderop mondt de Saane uit in de Aare. Via het Aarekanaal bij Aarberg bereikt de route het Meer van Biel. Vanaf Hagneck en het Meer van Biel loopt de route parallel met de landelijke route 5: Mittelland-Route. De Aare en de route lopen evenwijdig aan de Jura die duidelijk zichtbaar is. In Aarau kruist de route de landelijke route 3: Nord-Süd-Route. De landelijke route 5 loopt parallel mee tot Brugg. 
In Koblenz mondt de Aare in de Rijn en eindigt de route. Hier kan worden aangesloten op de EuroVelo EV6 Atlantische kust naar de Zwarte Zee en de EuroVelo EV15 Rijnroute. Ook kan worden aangesloten op de landelijke route 2: Rhein-Route. 

## Aansluitingen met Europese fietsroutes
- In Gletsch kan worden aangesloten op de EuroVelo EV17 Rhôneroute.
- In Koblenz kan worden aangesloten op de EuroVelo EV6 Atlantische kust naar de Zwarte Zee.
- In Koblenz kan worden aangesloten op de EuroVelo EV15 Rijnroute.

## Aansluitingen met andere fietsroutes
- In Gletsch kan worden aangesloten op de landelijke route 1: Rhone-Route.
- Tussen Meiringen en Spiez loopt de route parallel met de landelijke route 9: Seen-Route.
- In Thun kruist de route de landelijke route 4: Alpenpanorama-Route.
- Tussen Hagneck en Brugg loopt de route parallel met de landelijke route 5: Mittelland-Route.
- In Aarau kruist de route de landelijke route 3: Nord-Süd-Route.
- In Koblenz kan worden aangesloten op de landelijke route 2: Rhein-Route.
- Onderweg kan op diverse plaatsen worden aangesloten op regionale en lokale routes van Fietsnetwerk Veloland Schweiz.